# Chickadanavahalli, Malur
Chickadanavahalli là một làng thuộc tehsil Malur, huyện Kolar, bang Karnataka, Ấn Độ.